# Karina Wieczorek
Karina Wieczorek – polska entomolożka, profesor nauk biologicznych, specjalistka z zakresu hemipterologii.

## Życiorys
Ukończyła studia wyższe z tytułem magistra biologii w 1996 roku. Stopnień doktora nauk biologicznych uzyskała 20 września 2002 roku na Wydziale Biologii i Ochrony Środowiska Uniwersytetu Śląskiego w Katowicach na podstawie pracy Pozycja taksonomiczna mszyc (Chaitophorinae, Aphidinea) w świetle badań anatomicznych. Habilitowała się 29 czerwca 2011 roku w dziedzinie nauk biologicznych na Wydziale Biologii i Ochrony Środowiska Uniwersytetu Śląskiego w Katowicach. Uzyskała tytuł profesora nauk biologicznych 29 stycznia 2018 roku.
Od 1996 roku pracuje na Uniwersytecie Śląskim w Katowicach, obecnie na Wydziale Nauk Przyrodniczych Uniwersytetu Śląskiego (2024 rok). Brała udział w popularyzacji nauki m.in. podczas Nocy Biologów Uniwersytetu Śląskiego w 2024 roku.

## Dorobek naukowy
Jest pomysłodawczynią i koordynatorką projektu cyfrowej bazy danych Hemipteron poświęconej mszycom. Od 2018 roku badała mszyce na Svalbardzie, zwłaszcza ich układ rozrodczy.

### Publikacje (wybór)
- A monograph of Siphini Mordvilko, 1928 (Hemiptera, Aphidoidea: Chaitophorinae) (rozprawa habilitacyjna[3], 2010)[11]
- Diagnostic characters of the species of the genus Periphyllus van der Hoeven, 1863 (Hemiptera, Aphidoidea: Chaitophorinae) recorded in Poland (współautorka, 2011)[12]
- European species of the aphid genus Eulachnus Del Guercio, 1909 (Hemiptera: Aphididae: Lachninae): revision and molecular phylogeny (współautorka, 2017)[13]
- Terrestrial true bugs (Hemiptera: Heteroptera) : communities of selected phytocoenoses of the Trzebnica Hills (współautorka, 2018)[13]
- Ornitofauna miasta Radzionków (współautorka, 2022)[13]